# Далбаванцин
Далбаванцин (англ. Dalbavancin) — напівсинтетичний антибіотик з групи глікопептидних антибіотиків для внутрішньовенного застосування. Він застосовується для лікування важких інфекцій шкіри, спричинених грам-позитивними бактеріями. За хімічною структурою далбаванцин є ліпоглікопептидом, подібним до тейкопланіну. Початково далбаванцин досліджувався компанією «Vicuron Pharmaceuticals», а після придбання її корпорацією «Pfizer» з 2005 року дослідженнями та маркетингом препарату в США займався «Pfizer». Прете першу заявку на схвалення далбаванцину FDA відхилило у грудні 2007 року. Після цього у вересні 2008 року «Pfizer» вирішив припинити подальші дослідження далбаванцину, та продав права на препарат компанії «Durata Therapeutics», яка у грудні 2009 року розпочала нове клінічне дослідження ІІІ фази щодо ефективності препарату при важких інфекцій шкіри та її придатків. Попередні результати цього дослідження у 2012 році були обнадійливими, зокрема далбаванцин виявився ефективнішим за ванкоміцин при лікуванні інфекцій шкіри. У 2014 році після повторної заявки FDA схвалило далбаванцин для лікування інфекцій шкіри та її придатків.

## Фармакологічні властивості
Далбаванцин — напівсинтетичний антибіотик з групи глікопептидних антибіотиків. Механізм дії препарату полягає у порушенні синтезу стінки грампозитивних бактерій шляхом інгібування полімеризації пептидогліканів клітинної стінки та інгібування зшивання структур клітинної стінки шляхом порушення трансгліколізації та транспептидації. До препарату 'чутливі грампозитивні аеробні та анаеробні мікроорганізми: стафілококи (в тому числі метицилінорезистентні), стрептококи (у тому числі пневмококи) та ентерококи. Грам-негативні бактерії нечутливі до далбаванцину. Згідно проведених клінічних досліджень, внутрішньовенне введення далбаванцину раз на тиждень було настільки ж ефективним, як спочатку внутрішньовенне, а пізніше пероральне застосування лінезоліду щоденно. Далбаванцин in vitro пригнічує чутливі бактерії у менших концентраціях, ніж ванкоміцин, хоча дещо поступається оритаванцину.

### Фармакокінетика
Після парентерального введення далбаванцин повільно розподіляється в організмі, біодоступність складає 100 % після внутрішньовенного введення. Препарат добре (на 93 %) зв'язується з білками плазми крові. Препарат не проникає через гематоенцефалічний бар'єр, проходить через плацентарний бар'єр, даних за виділення в грудне молоко людини немає. Далбаванцин частково метаболізується в печінці, виділяється з організму частково у виглді метаболітів, частково в незміненому вигляді переважно нирками, частково з фекаліями. Початковий період напіввиведення антибіотику становить 207 годин, термінальний 345 годин (у середньому 327 годин), та практично не змінюється при порушеннях функції печінки і нирок.

## Покази до застосування
Далбаванцин застосовують при гострих інфекціях шкіри та її додатків у дорослих, спричинених чутливими до антибіотику бактеріями, у тому числі з явищами бактеріємії.

## Побічна дія
Загальна частота побічних ефектів при застосуванні далбаванцину нижча, ніж у подібних по хімічній структурі антибіотиків. При застосуванні далбаванцину можливі наступні побічні ефекти:
- Алергічні реакції — шкірний висип, свербіж шкіри, кропив'янка, кашель, бронхоспазм. При швидкому внутрішньовенному введенні препарату вкрай рідко випадки так званого «синдрому червоної людини», що спричинює швидке вивільнення гістаміну з базофілів, та проявляється гіперемією верхньої половини тулуба, тахікардією, гіпотензією, болем за грудниною, припливами до верхньої половини тулуба і обличчя.
- З боку травної системи — нудота, блювання, діарея або запор, кандидоз ротової порожнини, біль у животі, диспепсія, порушення функції печінки, порушення апетиту.
- З боку нервової системи — головний біль, запаморочення, порушення смаку, безсоння.
- Інші побічні ефекти — вульвовагінальний кандидоз, інфекції сечових шляхів.
- Зміни в лабораторних аналізах — еозинофілія, лейкопенія, тромбоцитоз, нейтропенія, анемія.
- Місцеві реакції — біль і гіперемія у місці введення.

## Протипокази
Далбаванцин протипоказаний при підвищеній чутливості до глікопептидних антибіотиків та особам у віці до 18 років. З обережністю рекомендується застосовувати під час вагітності, годування грудьми та при важких порушеннях функції печінки.

## Форми випуску
Далбаванцин випускається у вигляді ліофілізату для приготування розчину для ін'єкцій по 500 мг.